# ラグビーヘリテージカップ2023
ラグビーヘリテージカップ2023(Rugby Heritage Cup2023)は2023年9月2日から2023年9月7日までフランスポンルヴォワにて開催された7人制ラグビー国際大会である。

## 概要
ラグビーワールドカップ2023開催期間前に同じフランスのポンルヴォワ修道院付属学校で開催予定。なお25の国と地域から600名を超える若者が参加して、日本からは15歳以下の女子を公募・選考し、「JAPAN RUGBY ACADEMY」として選手派遣する予定。